# Depósito de la fe
El depósito de la fe (en latín: depositum fidei o fidei depositum) es el conjunto de la verdad revelada en la escrituras y la sagrada tradición propuesto por la Iglesia católica romana para la creencia de los fieles. La frase tiene un uso similar en la Iglesia episcopal en los Estados Unidos para su propia creencia.

## Uso católico
El "depósito sagrado" de la fe (depositum fidei) se refiere a las enseñanzas de la Iglesia católica que se cree que han sido transmitidas desde los tiempos de los Apóstoles - a saber, Escritura y la Sagrada tradición . San Pablo utiliza la palabra griega paratheke ("depósito") en 1 Timoteo 6:20: "Oh Timoteo, guarda lo que se te ha confiado"; y de nuevo en 2 Timoteo; 1:14 "Guarda esta rica confianza con la ayuda del Espíritu Santo que mora en nosotros" (NAB).
Según Dei Verbum,  la Sagrada tradición  y la Sagrada escritura  forman un depósito sagrado de la palabra de Dios, confiada a la Iglesia [.... Ambos, brotando de la misma fuente divina, en cierto modo se funden en una unidad y tienden al mismo fin".
Se interpretan y transmiten a través del  magisterio, la autoridad docente de la Iglesia católica, que se confía al papa y a los obispos en comunión con él. Con motivo de la publicación del Catecismo de la Iglesia católica, el papa Juan Pablo II publicó la constitución apostólica Fidei depositum, en la que decía: "Custodiar el depósito de la fe es la misión que el Señor ha confiado a su Iglesia y que ella cumple en cada época"
Según la teología católica, la revelación divina terminó con la muerte del último apóstol, Juan. El desarrollo de la doctrina no añade nada a esta revelación, ni aumenta el depósito de la fe, sino que aumenta la comprensión de la misma. El Catecismo de la Iglesia Católica afirma: "Aunque la Revelación sea ya completa, no se ha explicitado plenamente; queda a la fe cristiana captar gradualmente su pleno significado en el curso de los siglos".

## La Iglesia Episcopal en EE.UU.
En la Iglesia episcopal en los Estados Unidos, el "depósito de la fe" se refiere a "[l]a revelación salvífica de Cristo que ha sido dada a la iglesia, especialmente como se conoce a través del testimonio bíblico y la tradición".